# Le Puits aux trois vérités
Pour plus de détails, voir Fiche technique et Distribution.
Le Puits aux trois vérités (titre italien : Il pozzo delle tre verità) est un film franco-italien réalisé par François Villiers, sorti en 1961.

## Synopsis
Laurent Lénaud, peintre oisif, a une violente altercation avec sa jeune femme Danièle dont il vient de se séparer et qui est retrouvée morte chez elle. La police cherche à démêler la vérité, à la fois dans le journal intime de la victime et dans les déclarations de sa mère qui accuse Laurent de meurtre. De son côté, le mari conte à sa maîtresse sa propre version des événements. Personne ne raconte les choses de la même manière, la même aventure prend un sens différent selon qu'elle est racontée par Danièle, sa mère ou son mari. La vérité ne sera découverte par la police que grâce à l'enquête scientifique.

## Fiche technique
- Titre : Le Puits aux trois vérités
- Titre italien : Il pozzo delle tre verità
- Réalisation : François Villiers
- Scénario : Jean Canolle, Remo Forlani, Henri Jeanson, Turi Vasile et François Villiers, d'après un roman de Jean-Jacques Gautier
- Photographie : Jacques Robin
- Montage : Christian Gaudin
- Musique : Maurice Jarre
- Décors : François de Lamothe
- Producteur : Irénée Leriche
- Sociétés de production : Films Caravelle, Société Nouvelle des Établissements Gaumont, Ultra Film, Este Film
- Sociétés de distribution : Lux Film  (Italie), Gaumont Distribution (France), Cameo International (États-Unis)
- Pays d'origine :  France |  Italie
- Format : Noir et blanc — 35 mm — 1,85:1 — Son : Mono
- Genre : Comédie
- Durée : 97 minutes
- Date de sortie : 
  - France -  13 septembre 1961

## Distribution
- Michèle Morgan : Renée Plèges
- Jean-Claude Brialy : Laurent Lénaud
- Catherine Spaak : Danièle Plèges
- Scilla Gabel : Rossana
- Michel Etcheverry : le commissaire Bertrand
- Franco Fabrizi : Philippe Guerbois
- Billy Kearns : un client
- Margaret Wagstrom : Greta
- Ermanno Casanova : Alberto
- Yves Arcanel
- Yane Barry : la fille de la concierge
- Hélène Dieudonné : la vieille dame à la recette
- Renée Gardès : Gertrude
- Micheline Luccioni : la speakerine
- Béatrice Altariba : une invitée au vernissage (caméo)
- Jean-Pierre Aumont : un invité au vernissage (caméo)
- Jean-Louis Trintignant  : un invité au vernissage (caméo)
- Marisa Pavan :  une invitée au vernissage (caméo)
- Guy Béart  : un invité au vernissage (caméo)
- Dany Saval : la fille au restaurant